# .hu
.hu (Hungria) é o código TLD (ccTLD) na Internet para a Hungria.